# Nagyhegyesi Zoltán
Nagyhegyesi Zoltán (Kecskemét, 1989. augusztus 18. –) magyar színművész.  

## Élete
2008-ban a Bolyai János Gimnázium érettségizett, ugyanebben az évben első próbálkozásra felvételt nyert a Színház- és Filmművészeti Egyetemre Novák Eszter és Selmeczi György osztályába. Harmadévesen főszerepet kapott Lovasi András-Háy János: A kéz című zenés darabjában, melynek ősbemutatója a Kaposvári Csiky Gergely Színházban volt. Szakmai gyakorlatát az Örkény István Színházban, a tatabányai Jászai Mari Színházban és a Veszprémi Petőfi Színházban töltötte. 
Az egyetem elvégzése után a Veszprémi Petőfi Színházhoz szerződött. A 2016/17-as évadban már szabadúszóként a Veszprémi Petőfi Színház, a Tatabányai Jászai Mari Színház és a HoppArt Társulat előadásaiban is játszott. 2017–2019 között a Kecskeméti Katona József Színház tagja volt. Jelenleg szabadúszó színész.

## Fontosabb színházi szerepei
- Búcsúkoncert MU Színház  Rendező: Tarnóczi Jakab
- Madách Imre: Az ember tragédiája – Ádám (Ferenczy Múzeum, Szentendre, rendező: Sardar Tagirovsky)
- Arthur Miller: Az ügynök halála – Bernard (Kecskeméti Katona József Színház, rendező: Porogi Dorka)
- Kálmán Imre: A Montmartre-i ibolya – Raoul (Veszprémi Petőfi Színház, rendező: Kéri Kitty)
- Kosztolányi Dezső: Édes Anna – Jancsi (tatabányai Jászai Mari Színház, rendező: Hargitai Iván)
- William Shakespeare: A vihar – Ferdinand (Örkény Színház, rendező: Bagossy László)
- Háy János-Lovasi András: A kéz – Dávid (kaposvári Csiky Gergely Színház, rendező: Göttinger Pál)
- Dosztojevszkij: ½ kegyelmű – Miskin herceg  Színház- és Filmművészeti Egyetem  Rendező: Zsótér Sándor

## Díjai, elismerései
- Gundel művészeti díj (2012)